# Battaglia di Karnal
La battaglia di Karnal fu la vittoria decisiva di Nādir Shāh, Imperatore afsharide di Persia, sull'Impero Mughal durante la sua invasione dell'attuale India. Le forze di Nādir Shāh sconfissero l'esercito di Muhammad Shah nel giro di tre ore, malgrado queste ultime fossero in numero di gran lunga superiore alle loro (sei a uno), aprendo così la via ai persiani per attuare il sacco di Delhi. Questo combattimento è considerato il fiore all'occhiello della carriera militare di Nadir nonché un pezzo di storia della tattica militare mondiale. La battaglia ebbe luogo vicino Karnal, 110 chilometri a nord di Delhi, India.
La battaglia fu il punto culminante dell'invasione dell'Impero Mughal da parte di Nādir Shāh. Dopo la sua conquista dell'Afghanistan orientale e l'invasione dell'India tramite Kabul e Peshawar, Nādir Shāh diresse le proprie forze a sud verso la capitale Mughal. A Delhi, Muhammad Shah aveva raccolto una grande forza che marciò a nord per fermare il nemico a Karnal. Nādir Shāh diede battaglia agli indiani ed ottenne una grandiosa vittoria. Nei negoziati dopo la catastrofica sconfitta, Muhammad Shah si accordò coi persiani per pagare loro una forte indennità di guerra in cambio del mantenere il governo sulle sue terre. Nādir Shāh ad ogni modo, costrinse l'Imperatore mughal a sottomettersi alla sua volontà e marciò sulla sua capitale, Delhi, dove il tesoro dei Mughal venne saccheggiato. Una rivolta contro Nādir Shāh ed i suoi soldati da parte dei cittadini di Delhi si concluse in un sanguinoso massacro dove l'intera città venne saccheggiata e distrutta. L'enorme bottino raccolto a Delhi fece sì che Nādir Shāh, per decreto imperiale, potesse abolire completamente le tasse ai suoi cittadini per tre anni. L'esercito persiano poco dopo lasciò l'India abbandonando sul posto 30 000 morti. Muhammad Shah venne inoltre costretto a cedere alla Persia tutti i suoi territori a ovest del fiume Indo.
Kernal fu la tomba dell'Impero Mughal che già era entrato in una fase di declino inarrestabile ed era stato criticamente indebolito. È stato suggerito da alcuni storici che senza gli effetti rovinosi dell'invasione di Nādir Shāh in India, il colonialismo europeo nel subcontinente indiano avrebbe assunto forme completamente differenti o addirittura non sarebbe stato possibile.

## Il casus belli di Nādir Shāh
Una delle destinazioni più popolari per i mercenari afghani fuggiti dopo la loro sconfitta in Afghanistan da parte di Nadir e del suo esercito persiano, fu l'area a nord dell'Impero Mughal. Già prima della fine della campagna, Nadir aveva inviato delle richieste ai governatori locali ed ai principi dell'India settentrionale con le quali ordinò che i fuggitivi venissero catturati e restituiti alla sua persona perché fossero giudicati. In realtà è stato appurato che Nadir con questa mossa stesse seriamente pensando di trovare un pretesto per invadere l'Impero Mughal. Naturalmente colse l'opportunità per mascherare questa invasione nella forma di una caccia ai guerrieri afghani che avevano trovato asilo nelle terre del reame dei Mughal.
È noto inoltre che Nādir Shāh sia stato in contatto con uno dei principali ministri di Stato mughal, Nizam-ul-Mulk, che era stato accusato dall'imperatore di tradimento. È possibile dunque che Nizam-ul-Mulk abbia aiutato Nādir Shāh nella sua invasione, ma ad oggi questo fatto rimane una semplice congettura.
L'Impero Mughal ad ogni modo negò la restituzione dei fuggitivi ai persiani, principalmente a causa dell'incapacità dello Stato Mughal di trovare e imprigionare gli Afghani fuggiti entro i propri confini. Inoltre è possibile che questi fossero un numero molto esiguo e quindi facilmente camuffabile col resto della popolazione. In ogni caso, l'intenzione di Nadir di invadere l'Impero Mughal era ormai stata decisa ed egli non era alla ricerca di un consenso degli Indiani nel proprio processo, quindi pensò di sfruttare questo fatto come un mero pretesto formale.

## L'entrata di Nādir Shāh nell'Impero Mughal
Quando Nādir Shāh si mosse verso i territori Mughal, venne accompagnato lealmente dai suoi sudditi georgiani e dal futuro re di Georgia, Eraclio II, che già aveva guidato un contingente georgiano nell'esercito dell'Impero persiano. Sentendo che Nādir Shāh si stava avvicinando da Qandahar, il governatore di Peshāwar e Kabul raccolse un esercito di 20 000 uomini, in gran parte composto da mercenari afghani raccolti tra le tribù dell'Afghanistan orientale, per fermare l'avanzata persiana. La posizione scelta dall'esercito persiano poteva essere difficilmente meglio scelta, in quanto la scelta ricadde sullo stretto passo di Kheibar dove solo una piccola colonna di uomini poteva sperare di marciare e qualsiasi combattimento o formazione da battaglia sarebbero risultati impossibili. Nādir Shāh, convinto nel voler evitare la battaglia, scelse un approccio più raffinato alla faccenda. Una guida locale lo informò della presenza di una passo difficilmente attraversabile che però si trovava in parallelo a quello di Kheibar, chiamato passo di Chatchoobi.
Partito il 26 novembre da Jalālābād, l'esercito persiano giunse a Barikab (a 33 chilometri dal passo di Kheibar) dove Nadir divise il suo esercito lasciando Murtaḍā Mīrzā dietro di lui col grosso dell'esercito a sua disposizione, inviando invece 12 000 uomini al passo di Kheibar sotto il controllo di Naṣrollāh Qolī con 10 000 cavalieri leggeri al suo diretto comando. Iniziando un'epica marcia di 80 chilometri nel difficile terreno dell'Asia, Nādir Shāh raggiunse Ali-Masjed dove i suoi 10 000 uomini si spostarono verso il fine est del passo di Kheibar.
La cavalleria persiana formò i propri ranghi e caricò le forze del nemico malgrado il minor numero, le quali resistettero inizialmente allo shock di trovarsi il nemico esattamente alle proprie spalle prima di essere tutti uccisi, fatti prigionieri (tra cui il governatore di Peshāwar). Il generale russo Kishmishev descrisse la campagna come un "caposaldo" dell'arte guerresca.
Il 16 novembre 1739, Nadir marciò fuori da Peshāwar verso il fiume Sindh nel Punjab. Dopo che l'esercito persiano ebbe attraversato il fiume si diresse verso Lahore. Il governatore di Lahore iniziò a implementare i suoi bastimenti nella speranza di resistere il più a lungo possibile. Nādir Shāh riuscì comunque in breve tempo ad attaccare la città su più fronti ed a ottenere la resa del governatore locale che poté rimanere al suo incarico solo dopo il pagamento di 2 000 000 di rupie allo scià.

## Nadir e Muhammad Shah: eserciti a confronto
La notizia della serie di conquiste operate da Nādir Shāh e dal suo esercito furono causa di costernazione alla corte Mughal di Muhammad Shah a Delhi. Nizam-ul-Mulk venne convocato alla presenza dell'imperatore per ottenere istruzioni per ingrandire l'esercito. Il 13 dicembre l'esercito mughal partì da Delhi per confrontarsi con le forze nemiche a nord. L'esercito indiano era enorme a tal punto che la lunga colonna formata dalle truppe copriva una distanza di 25 chilometri di lunghezza per 3 chilometri di larghezza. Muhammad Shah era alla testa dei suoi uomini. Proprio per la grandezza dell'esercito a sua disposizione, Muhammad Shah non poté portare le sue truppe oltre Karnal, a circa 120 chilometri a nord di Delhi.

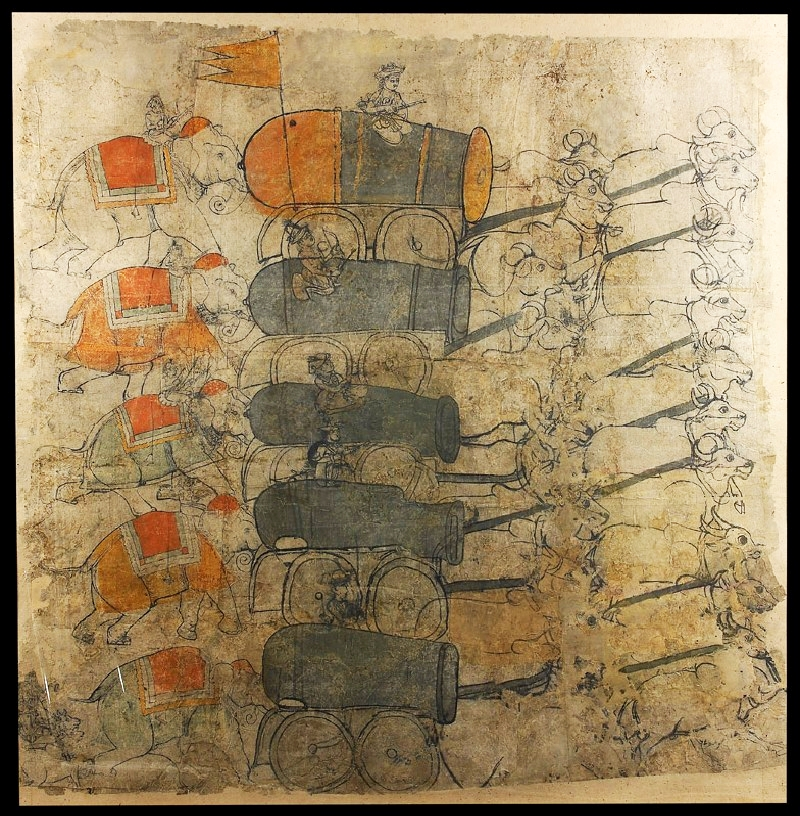
L'artiglieria mughal era antiquata se comparata a quella dell'esercito di Nadir.

In totale, Muhammad Shah aveva al comando 300 000 uomini equipaggiati con 3000 cannoni e 2000 elefanti da guerra. Malgrado l'alto numero delle truppe a disposizione dei Mughal la loro composizione era ormai obsoleta e disponeva di sistemi tattici antiquati. Quasi tutti i cannoni dell'esercito indiano erano di calibro troppo largo per essere considerati artiglieria da campo ed erano praticamente impossibili da manovrare durante la battaglia per il lungo tempo di ricarica ed il minimo effetto anche in caso di corretto utilizzo. Per contrasto, gran parte dell'artiglieria di Nadir era leggera e molto più manovrabile della sua controparte mughal, così come gli zamburak che assicuravano fuoco mobile. I 20 000 moschettieri persiani (jazyareči) erano uniformati ed omogeneamente organizzati al loro interno. Malgrado l'eccellente contingente di 50 000 cavalieri dell'esercito mughal, essi non erano utilizzati in maniera appropriata. La cavalleria persiana era invece composta in due parti: le truppe utilizzate che erano disposte in maniera uniforme e quelle ausiliarie che erano reclutate nelle file dell'esercito dei loro paesi.
Nadir come prima mossa inviò in avanscoperta 6000 cavalieri curdi con l'obbiettivo di ottenere informazioni e riportare prigionieri per interrogarli sulle mosse del nemico. I razziatori riuscirono a tendere un'imboscata ad un contingente di artiglieria mughal che portò molti prigionieri al campo. Lasciando il grosso delle sue forze al comando di suo figlio, Morteza Mirza, Nadir prese con sé un piccolo gruppo di uomini verso l'antica fortezza di Azimabad, a soli 32 chilometri da Karnal. Azimabad venne facilmente sottomessa ed i cannoni persiani poterono essere issati sulle sue fortificazioni.
Qui Nādir Shāh si incontrò col comandante della sua divisione di 6000 Curdi che gli riportò la geografia dei dintorni di Karnal e la forza dell'armata dei mughal. Egli decise comodamente di portare le sue forze ad est del campo mughal e di portare Muhammad Shah in battaglia.

## La battaglia

### La disposizione ed il dispiego delle forze
Il 23 febbraio, l'esercito persiano lasciò l'accampamento ed entrò nella valle tra i fiumi Alimardan e Jamna. Accampandosi a nord del villaggio di Kanjpura, Nādir Shāh si dispose a ispezionare le posizioni del nemico personalmente. Ritornato al campo, Nādir Shāh convocò tutti gli ufficiali del suo esercito per un confronto. Sul finire del giorno, a Nadir pervenne la notizia che un grande contingente di mughal stava marciando attraverso il Panipat col proposito di unirsi all'esercito di Muhammad Shah. L'uomo alla guida di questo contingente era uno stretto confidente di Muhammad Shah e statista d'alto rango dell'Impero mughal, Sa'adat Khan. Nādir Shāh iniziò a pensare ad uno stratagemma basato sull'utilizzare proprio l'avvicinamento di Sa'adat Khan per ingannare l'esercito mughal a spostarsi verso il fiume Alimardan e nella valle prima del villaggio di Kanjpura dove intendeva dar battaglia da una posizione più vantaggiosa. L'attesissimo Sa'adat Khan entrò nell'accampamento mughal tra il giubilo dei soldati, anche se il grosso della sua colonna (20 000-30 000 soldati) era ancora in viaggio.

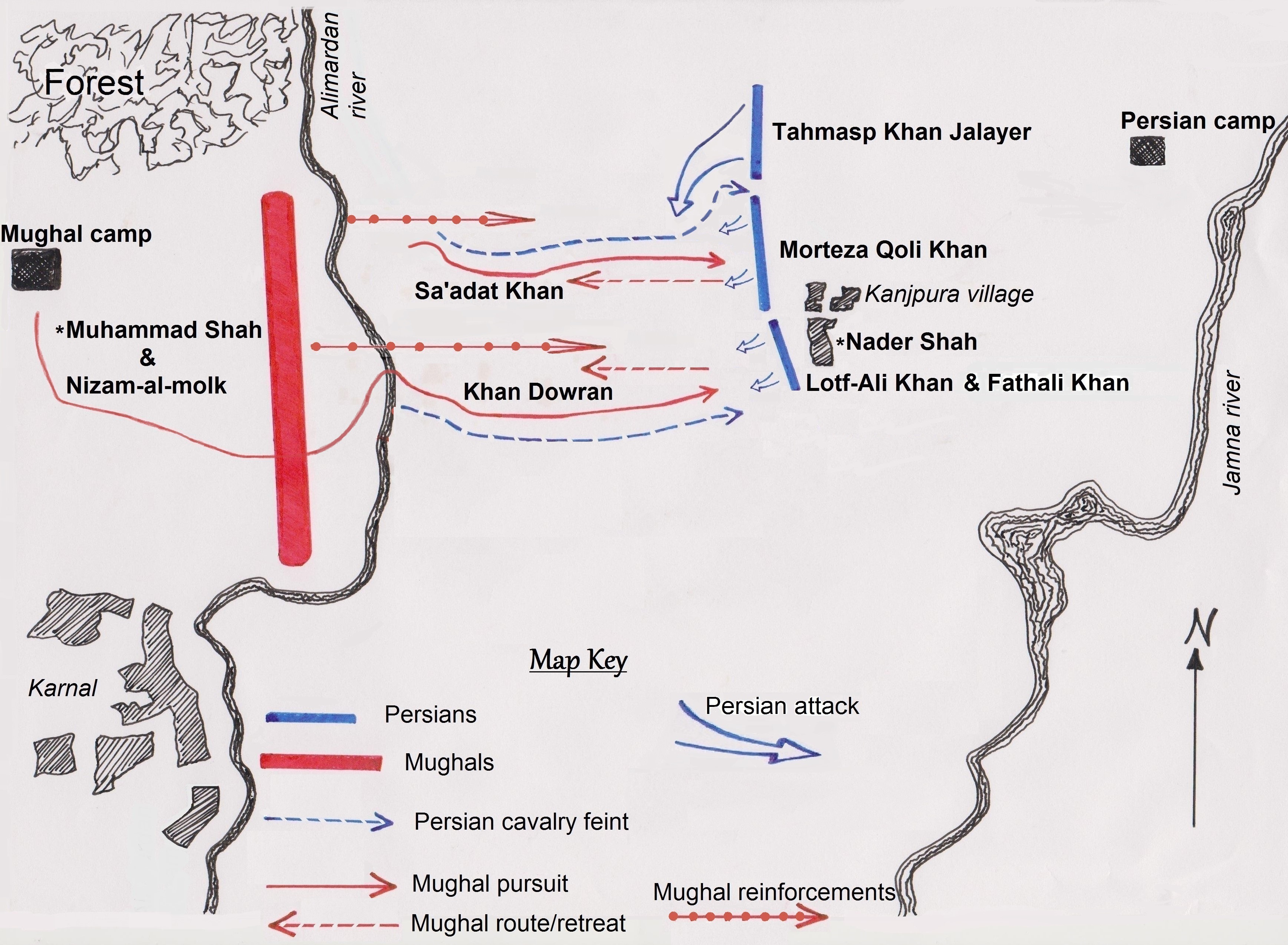
Schema della battaglia di Karnal.

La mattina del 24 febbraio, Nadir divise i suoi uomini in tre corpi d'armata. Il centro dell'esercito venne posizionato poco più a nord del villaggio di Kanjpura rivolto verso ovest e comandato dal figlio di Nādir Shāh, Murtaḍā Mīrzā (che venne poi soprannominato Naṣrollāh Qolī in onore della sua vittoria nella battaglia), con alcuni consiglieri a sua disposizione. Con Murtaḍā Qolī a nord, Tahmasp Khan Jalayer comandò il fianco destro dell'esercito a sud, lasciando il comando del fianco sinistro a Fath-Ali Khan Kiani e a Lotf-Ali Khan Afshar.
A questo punto, Sa'adat Khan venne raggiunto dalla notizia che la retroguardia della sua colonna si trovava sotto attacco e che i bagagli rifornimenti erano stati catturati dal nemico. Anche se Sa'adat Khan era riuscito a raggiungere l'accampamento mughal la notte precedente, gran parte delle sue forze come abbiamo detto era ancora in viaggio. Senza consultare nemmeno Muhammad Shah o altri comandanti, Sa'adat Khan montò immediatamente sul suo elefante da guerra personale e si portò sul sito degli scontri accompagnato da 2000 cavalieri e fanti oltre a numerosi pezzi d'artiglieria. Sa'adat Khan trovò delle unità di cavalleria persiana isolate sul sito che gli opposero resistenza ad est. Inviata richiesta di rinforzi Sa'adat Khan proseguì convinto della vittoria.
Quando il rapporto raggiunse l'alto comando mughal, il dissenso si scatenò tra coloro che non avevano gradito la presa di posizione personale di Sa'adat e quanti sentivano la necessità di assistere i soldati indiani impegnati nel combattimento. Lo stesso Muhammad Shah era indeciso se unirsi o meno a Sa'adat Khan sul campo di battaglia e del medesimo parere erano anche i suoi consiglieri capi, Nizam-ul-Mulk e Khan Dowran, i quali manifestarono le loro perplessità su questa decisione. Muhammad Shah fece delle insinuazioni sul personaggio di Khan Dowran, alle quali questi rispose zelante indossando la sua armatura e montando sul suo elefante da guerra, preparandosi alla battaglia. Il numero degli uomini che lasciò il campo mughal assieme a Khan Dowran ammontavano a non più di 8000-9000, in gran parte cavalieri e moschettieri.

### Nādir Shāh divide il centro e l'ala sinistra mughal

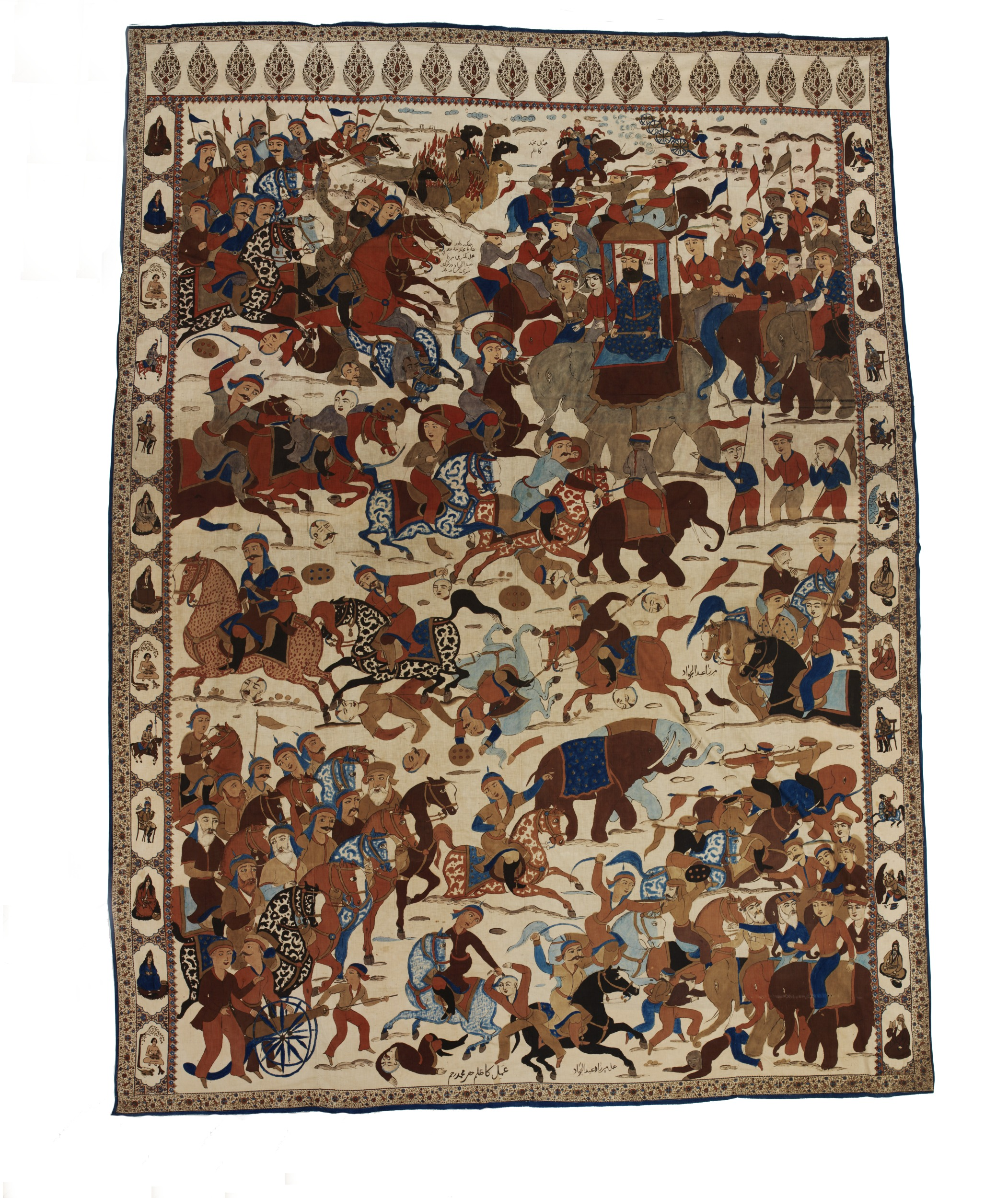
Arazzo rappresentante una scena della battaglia (si notino i cammelli in alto e gli elefanti dell'esercito Mughal).

Come Nadir osservò l'avanzata di Sa'adat Khan in direzione del centro persiano, ordinò agli zamburak di concentrare il loro fuoco nella prima parte della battaglia. Al comando personale di 1000 forze scelte di cavalleria scelte dal clan degli afsharidi, dispose tre unità di cavalleria d'élite, armate con moschetti jazāyerči, nelle vicinanze del villaggio di Kanjpura. Facendo uscire due unità di jazāyerči col proposito di divergere l'avanzata mughal sul centro persiano, Nadir inviò quindi fuori dall'accampamento un'altra unità al comando di Khan Dowran su un percorso differente per distogliere il nemico.
Anche se temporaneamente Sa'adat Khan venne costretto a bloccare la propria avanzata, attendendo i rinforzi di Khan Dowran, per via delle brillanti mosse di Nadir, Khan Dowran venne guidato altrove rispetto alle forze di Sa'adat Khan e di Sa'adat Khan verso est. Nizam-ul-Mulk iniziò a comporre i propri uomini dietro il fiume Alimardan nell'attesa di muoversi.
Il centro persiano attese così l'arrivo degli uomini di Sa'adat Khan coi moschetti e i cannoni carichi. Quando i Mughal giunsero a portata di moschetto, gli jazayerči li livellarono coi loro fucili.

### L'imboscata a Kanjpura

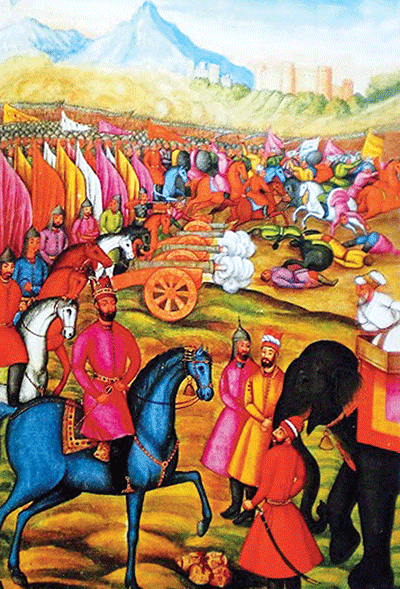
illustrazione della resa di Sa'adat Khan dopo l'imboscata a Kanjpura: il comandante è portato prigioniero da Nādir Shāh in groppa al suo elefante da guerra.

Più a sud, dove il fianco sinistro dei persiani si trovava presso il villaggio di Kanjpura, Khan Dowran giocò un ruolo importante nelle mani di Nadir e della successiva e sanguinosa imboscata. L'improvvisa apparizione dei persiani paralizzò letteralmente di mughal. Il volume di fuoco degli jazāyerči e dei zamburak persiani si rivelò incredibilmente distruttivo sugli sfortunati soldati mughal.
Nadir osservò il massacro da dietro la principale linea degli jazāyerči. I proiettili pesanti degli jazāyerči penetrarono facilmente le armature degli elefanti da guerra e molti aristocratici finirono uccisi o catturati tra i mughal. Khan Dowran stesso venne colpito e, pesantemente ferito, cadde dal suo elefante da guerra in una pozza del suo stesso sangue, venendo soccorso dai suoi servitori.
Tahmasp Khan Jalayer, in comando all'ala destra persiana, non venne coinvolto nei combattimenti sino a questa fase della battaglia ed iniziò a preparare le sue forze verso il fianco sinistro dell'armata di Sa'adat a nord. Dopo due ore di intensi combattimenti al centro, l'elefante da guerra di Sa'adat Khan si accapigliò con un altro elefante dell'armata indiana e nella frenesia dei combattimenti un soldato persiano salì sul fianco della bestia del Khan e gli impose la resa. Impossibilitato da improvvise circostanze, Sa'adat Khan decise di deporre le armi. Molti altri soldati Mughal seguirono il suo esempio. Con l'élite dell'esercito nemico ormai decimata ed il restante fuggito ad attraversare il fiume Alimardan i persiani iniziarono l'inseguimento con Nādir Shāh che fermò le sue truppe solo a breve distanza dal fiume. Il comandante persiano non era infatti intenzionato a combattere i Mughal su un terreno a lui svantaggioso e per questo portò le sue truppe nella valle ad est.
Nadir inviò quindi le sue truppe alla periferia dell'accampamento dei Mughal per formare un blocco a tutte le linee logistiche e di rifornimento dirette verso quello di Muhammad Shah. La notizia della cattura di Sa'adat Khan e la morte supposta di Khan Dowran assieme ad altri alti ufficiali Mughal causò il collasso del morale dell'esercito indiano. La perdita della speranza della vittoria, portò a degli ammutinamenti da parte di alcuni soldati che iniziarono a saccheggiare il loro stesso accampamento.

### Perdite e conseguenze

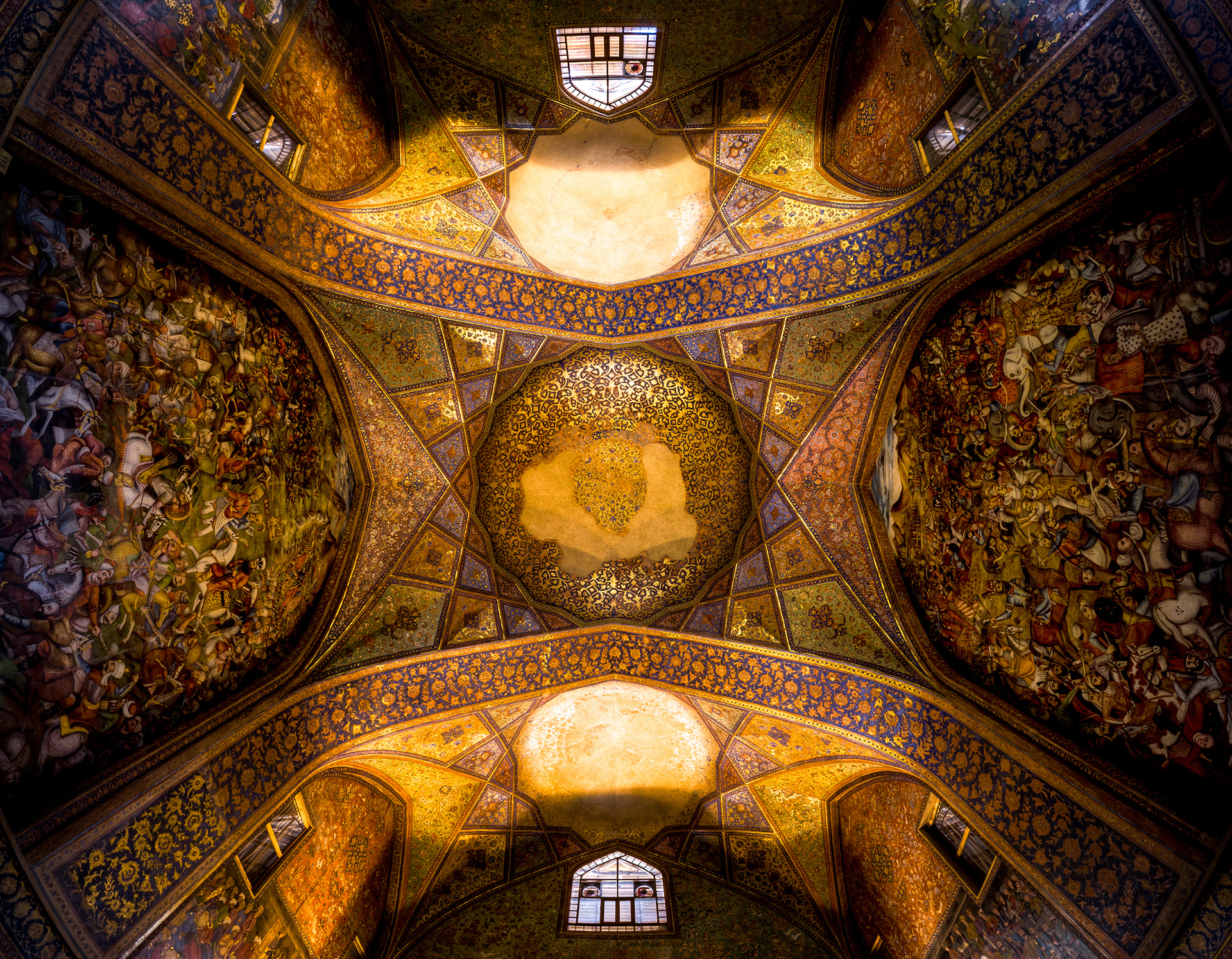
Soffitto decorato al palazzo di Chehel Sotoun. Il dipinto sulla parete destra illustra una scena della battaglia di Karnal.

I Mughal soffrirono per le pesanti perdite inflitte dai persiani. Vari storici moderni hanno stimato che le perdite mughal si attestarono attorno ai 30 000 morti mentre altri ne citano 20 000 e lo storico inglese Axworthy ne stima solo 10 000. Nadir disse di aver ucciso 20 000 soldati e di averne imprigionati "molti di più". Il numero degli ufficiali mughal uccisi era giunto a 400. Anche se in proporzione alla grandezza dell'esercito mughal le perdite non furono eccessive, quella che andò perso era l'élite dell'esercito indiano dell'epoca e molti dei suoi capi.
La natura delle perdite causò un grande dispiacere tra le forze rimanenti che in conseguenza delle perdite subite non furono in grado di mantenere la disciplina. Poco dopo anche il morale collassò, i soldati razziarono il loro stesso accampamento, molti disertarono e la possibilità di riprendere i combattimenti svanì. Una delle perdite più terribili fu quella di Khan Dowran. Venne riportato al campo pesantemente ferito e i suoi assistenti nemmeno poterono trovare un posto dove fargli adagiare il capo. Nizam-ul-Mulk, che per Dowran provava una profonda antipatia, gli si avvicinò sul letto di morte per ridicolizzarlo prima della sua dipartita. Il Khan morì quella sera stessa circondato dai suoi uomini.
Storici recenti hanno evidenziato invece come le perdite persiane furono 1100, 400 uccisi e 700 feriti.

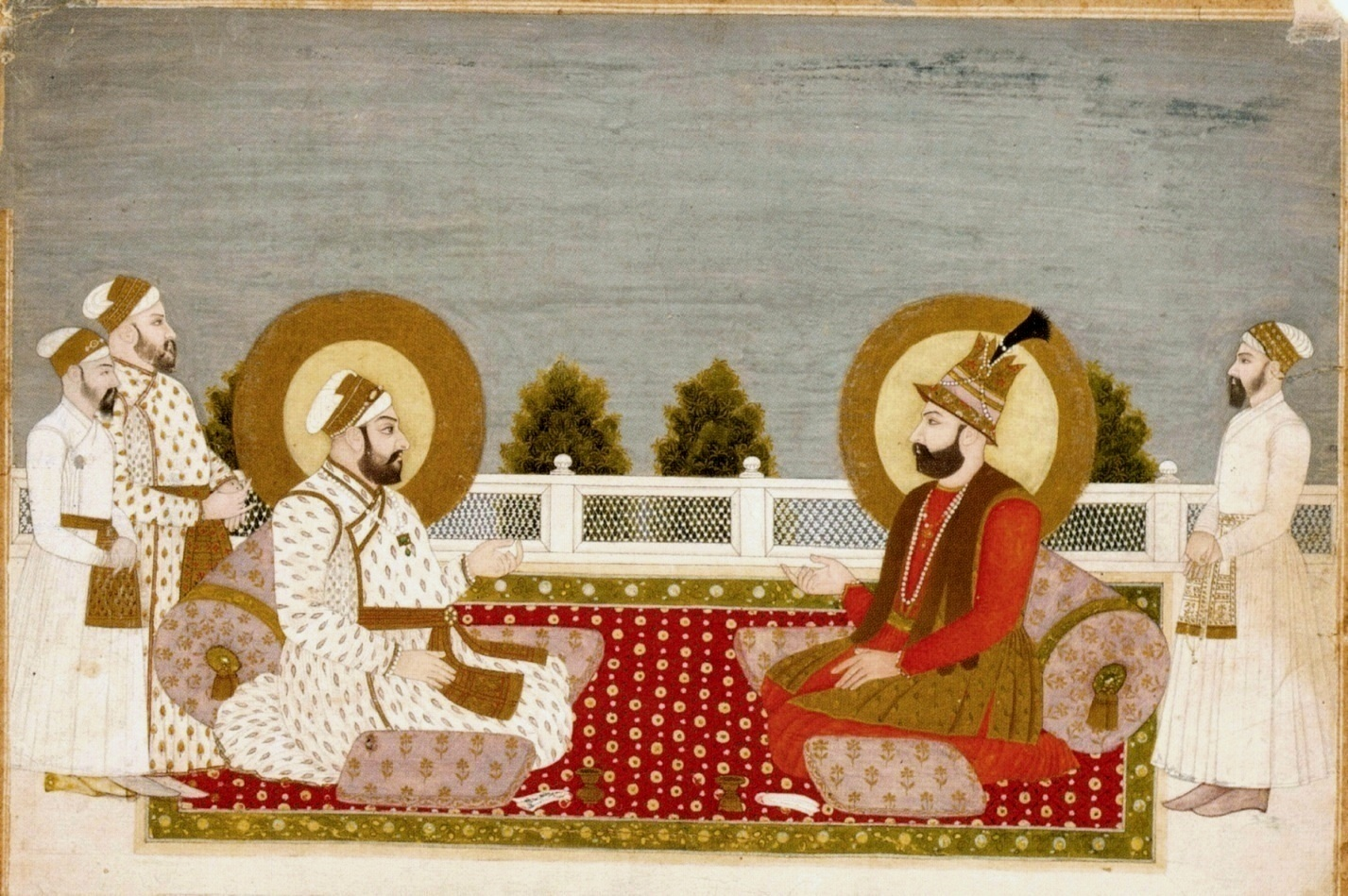
L'incontro tra Nader Shah e l'imperatore mughal Muhammad Shah.

Sa'adat Khan venne portato da Nadir come prigioniero quella sera stessa. Poco dopo Nizam-ul-Mulk e altri negoziatori mughal giunsero al campo dei persiani.
Per quanto l'incontro si dimostrò inizialmente teso, con i plenipotenziari mughal che giunsero in armatura anziché in abiti civili, Nadir chiese che lui e Nizam-ul-Mulk fossero lasciati soli per discutere liberamente il da farsi. Una volta rimasto solo con lo scià, Nizam-ul-Mulk disse umilmente che la sua vita era nelle mani del sovrano persiano. Nādir Shāh, impressionato, gli chiese di farsi ambasciatore affinché convincesse l'imperatore mughal a recarsi personalmente all'accampamento persiano per discutere con lui e pertanto lo lasciò libero di tornare tra le sue file.
Il 26 febbraio l'imperatore mughal si mise in viaggio per incontrare la controparte persiana con un pomposo corteo. Nadir concesse a Muhammad Shah il rispetto dovuto a un imperatore e conversò con lui in turco. Dopo la conclusione dei negoziati il partito mughal fece ritorno al proprio accampamento ad ovest del fiume Alimardan.
Sorse tra gli Indiani una disputa su chi avrebbe dovuto sostituire Khan Dowran al suo incarico. Muhammad Shah intercedette per Nizam-ul-Mulk tra molti altri notabili, capeggiati da Sa'adat Khan. Si dice che Sa'adat Khan entrò in corrispondenza segreta con Nādir Shāh ed incitò lo scià a marciare verso Delhi per pretendere un'indennità di guerra addirittura maggiore a Muhammad Shah.

## La sottomissione dei mughal ed il saccheggio di Delhi

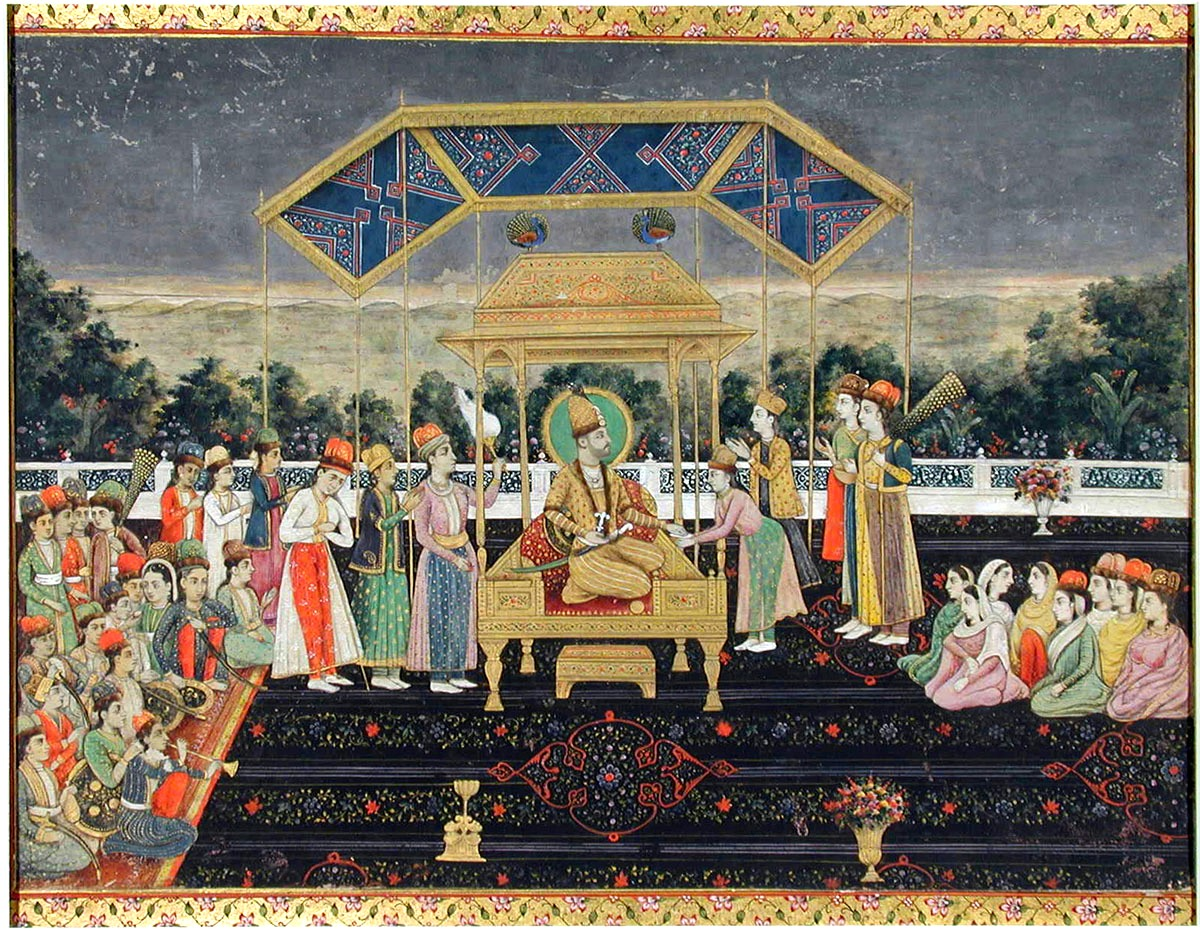
Nādir Shāh siede sul Trono del Pavone dopo la sua vittoria alla Battaglia di Karnal. Il Trono del Pavone venne portato in Iran successivamente come simbolo del potere imperiale persiano.

All'inizio di marzo, Nadir convocò a sé ancora una volta Nizam-ul-Mulk e unilateralmente dichiarò che i precedenti accordi raggiunti fossero da considerarsi nulli. Nizam-ul-Mulk protestò ma venne costretto a scrivere a Muhammad Shah per implorarlo di recarsi ancora una volta all'accampamento persiano. Muhammad Shah accettò l'invito e rimase alla presenza (ed in ostaggio) di Nadir. In un generoso atto di misericordia, Nadir permise a tutti i soldati mughal rimasti negli accampamenti di tornare alle loro case, concedendo una paga extra a tutti i suoi soldati. Tahmasp Khan Jalayer, uno dei più affidabili luogotenenti di Nadir, ottenne l'incarico di marciare alla testa di una compagnia con rotta verso Delhi.

### Occupazione persiana di Delhi
Nadir entrò a Delhi con Mohammed Shah quale suo vassallo il 20 marzo 1739. La persona dello scià era accompagnata da 20 000 Savaran-e Saltanati (guardie reali), e 100 elefanti da guerra montati dai suoi jazāyerčī. Quando il conquistatore di Delhi entrò, le fortificazioni della città spararono i loro cannoni a salve in segno di saluto. I persiani vennero ricevuti in maniera sontuosa nel palazzo di Muhammad Shah. A Sa'adat Khan venne chiesto da Nadir di raccogliere le tasse necessarie dai cittadini di Delhi ed egli fece il tutto palesemente per ingraziarsi il favore dello scià col suo comportamento ossequioso. Ad ogni modo, quando Sa'adat Khan ebbe un'udienza con Nādir Shāh, lo scià lo criticò per non aver raccolto le tasse con la dovuta celerità. Dopo l'umiliante sconfitta di Sa'adat Khan a Karnal, la sua aperta slealtà nei confronti dell'Imperatore mughal ed il suo ignominioso comportamento nei confronti del suo nuovo patrono, lo avevano costretto ora a derubare il suo stesso popolo della sua ricchezza per farne dono agli invasori, ma morì alcun i giorni dopo il suo arrivo in città.
Nadir Shah mantenne il controllo sul suo vassallo Muhammad Shah, e mantenne chiaro il suo intento di mantenerlo sul suo trono se gli avesse mantenuta fedeltà assoluta. La disciplina in città venne mantenuta strettamente militare dietro la punizione per i civili di mutilazioni. Nadir trovò l'aristocrazia mughal debole e malleabile. In un incontro col ministro mughal, Nadir domandò quante donne avesse nel suo harem e questi rispose che esse erano in numero di 850. Nadir lo schernì aggiungendo che gliene avrebbe donate altre 150 per promuoverlo al rango di minbashi (letteralmente "comandante di mille unità militari"). Il 21 marzo Nadir celebrò la festività del Nowruz, il capodanno persiano, e molti generali ed ufficiali ottennero doni e promozioni.

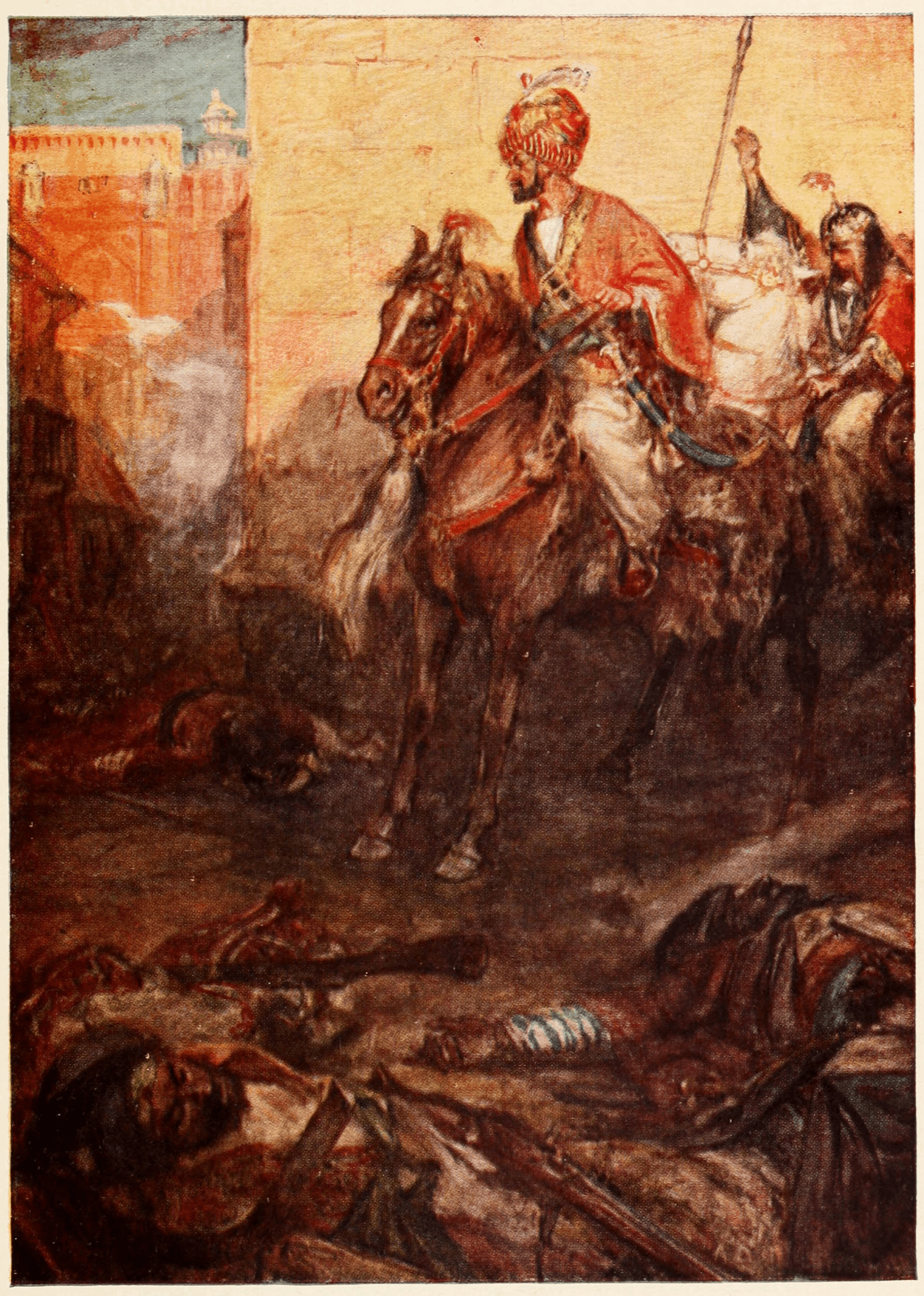
Nadir Shah, sulla strada verso la moschea di Rowshan O-Dowleh, passa tra i corpi dei soldati persiani.

Diverse furono le storie che iniziarono a circolare tra la popolazione di Delhi: chi parlava di un tributo gratuito imminente, chi che Muhammad Shah fosse in procinto di uccidere Nādir Shāh, ma quando circolò la falsa notizia dell'assassinio di Nādir Shāh, un gruppo di cittadini di Delhi si portò nei pressi di un granaio e questo venne attaccato, uccidendo cinque soldati persiani. L'evento scatenò una sommossa e bande di civili spazzarono la città concentrandosi sui soldati persiani. Quando Nadir apprese questa notizia, fu sprezzando, credendo che i suoi soldati stessero cercando il pretesto per saccheggiare la città, ma dopo l'arrivo della notizia di un linciaggio, Nādir Shāh inviò uno dei suoi confidenti a verificare queste voci assieme ad altri personaggi fidati ma questi finirono uccisi dai cittadini. Nādir Shāh inviò in perlustrazione una fowj (un'unità di 1000 uomini) ma ordinò loro di attaccare solo se provocati.

### La rivolta ed il sacco di Delhi
La rivolta di Delhi ebbe il proprio impulso quando il distaccamento degli uomini di Nadir per restaurare l'ordine si trovò sotto il fuoco di moschetti e frecce e decise di rispondere. La mattina del 22 marzo, Nadir cavalcò fuori dal palazzo dove si era acquartierato durante la notte diretto verso la moschea di Rowshan O-Dowleh. Lungo la strada, un moschetto sparato da una casa vicina, per poco mancò Nādir Shāh ed uccise invece uno dei suoi generali. Una volta giunto al tetto della moschea, Nadir ordinò ai suoi uomini di entrare in tutti i quartieri dove i soldati persiani erano stati uccisi senza lasciare sopravvissuti. Levò in alto la sua spada dando iniziò al massacro.

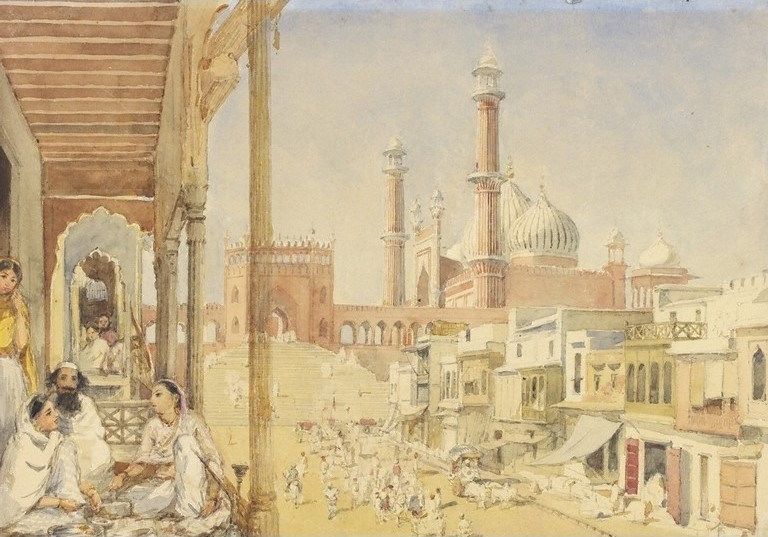
La moschea di Rowshan O-Dowleh dove Nadir diede l'ordine di dare inizio al massacro levando la sua spada.

3000 soldati marciarono fuori dal cortile della moschea ed iniziarono una tremenda carneficina di massa. Nādir Shāh "prese la spada in mano con volto solenne e malinconico nei suoi pensieri. Nessun uomo osò rompere quel momento di silenzio." Il fumo si levò incessantemente e i lamenti riecheggiarono per tutta la città. A tratti vi furono degli episodi di resistenza ma gran parte delle persone vennero uccise senza combattere. Molti uomini vennero arrestati e portati verso il fiume Yamuna dove vennero decapitati a sangue freddo. I soldati entrarono nelle case e ne uccisero gli abitanti, saccheggiando tutte le ricchezze che riuscirono a trovare e ponendo a ferro e fuoco tutto il resto. Gli omicidi e le rapine furono tali che molti uomini preferirono uccidere le loro famiglie e togliersi la vita personalmente piuttosto che venire uccisi dalla soldataglia persiana.
Due tra i più importanti nobili mughal vennero coinvolti nell'istigazione della rivolta, Seyed Niaz Khan e Shahnawaz Khan. Niaz Khan con una piccola banda al suo seguito prese i soldati persiani posti al di fuori della sua residenza e li uccise a tradimento. Si unì dunque alle forze di Shahnawaz Khan ed attaccò le stalle dove Nādir Shāh aveva posizionato tutti gli elefanti da guerra catturati agli indiani. Le stalle, messe a ferro e fuoco, fornirono anche l'alibi per la fuga ai due uomini che riuscirono a lasciare la città durante la cacofonia degli elefanti. Si rifugiarono in un forte nei pressi della città. I soldati persiani, ad ogni modo, irruppero nel forte prendendo Niaz Khan e Shahnawaz Khan quali loro prigionieri con alcune centinaia di uomini al seguito. Il gruppo venne portato presso Nādir Shāh alla moschea e tutti vennero decapitati per volere di Nadir sul posto. L'unico gruppo di prigionieri che Nadir liberò furono le donne (gran parte delle quali ad ogni modo erano già state stuprate).

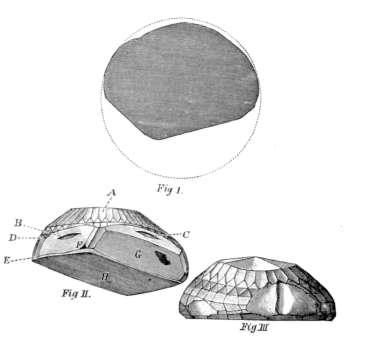
Illustrazione di Tavernier del Koh-i-Noor sotto differenti angolature

La carneficina proseguì per due giorni quando Nādir Shāh decise che era giunta l'ora della fine del massacro. Le azioni terminarono immediatamente e molti commentatori contemporanei mostrarono la loro ammirazione per la severissima disciplina dell'esercito di Nādir Shāh. Anche se le uccisioni erano durate solo alcune ore, il numero dei morti fu immenso: 30 000 uomini, donne e bambini perirono per mano dei soldati persiani. Dopo la conclusione di questo sfortunato episodio della storia dei Delhi, gli ufficiali di Nadir iniziarono a raccogliere le tasse dovute. Non venne risparmiato nemmeno il Primo ministro di Muhammad Shah, il quale venne torturato e privato delle sue ricchezze con la forza.

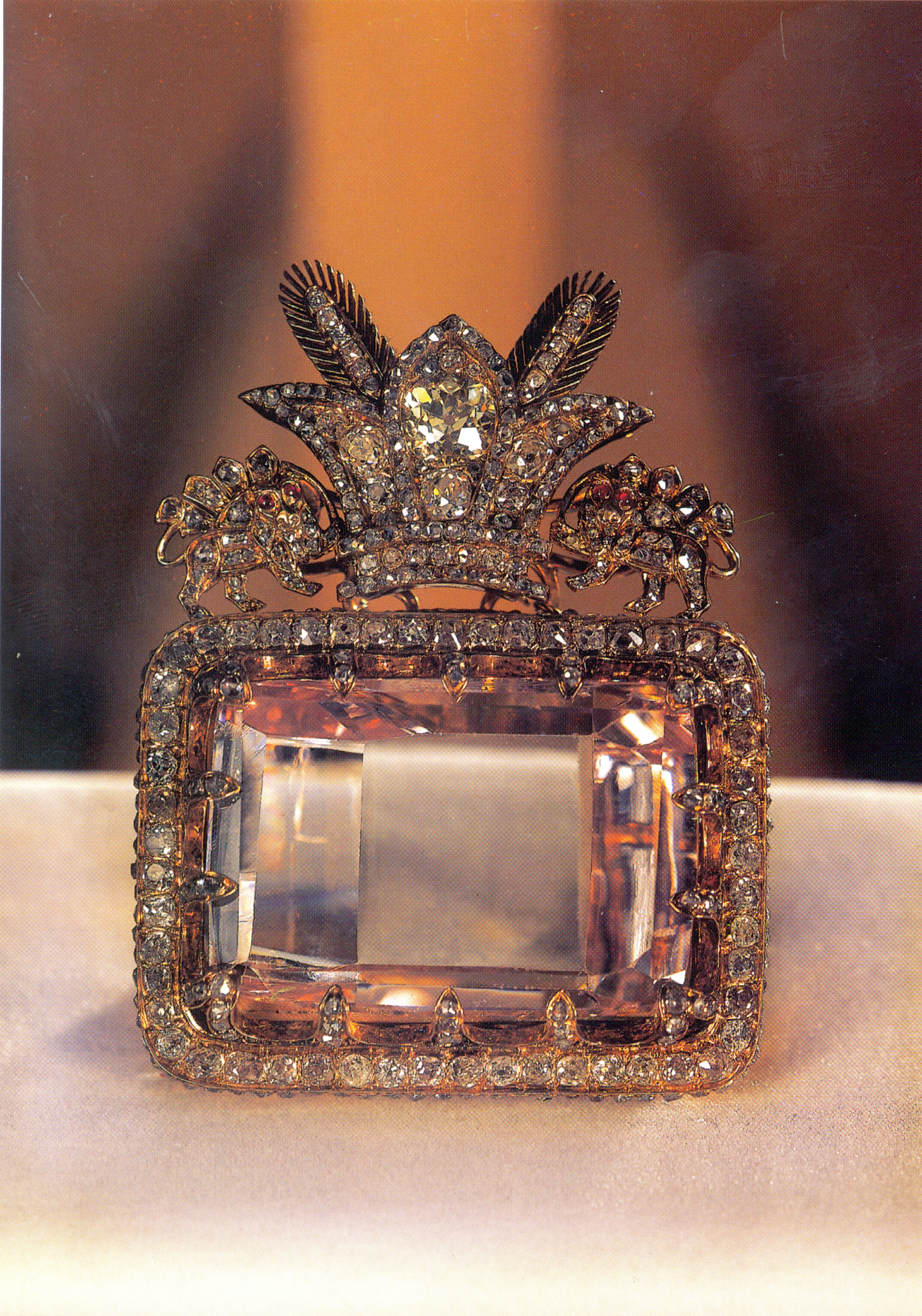
Il diamante Darya-ye-Noor.

Nadir inviò 1000 cavalieri per ogni quartiere della città a raccogliere le tasse, ma gran parte delle ricchezze saccheggiate provenivano dall'immenso tesoro della dinastia mughal in città. Il Trono del Pavone fu forse uno dei premi più ambiti dell'esercito persiano che venne riportato in patria per fungere da simbolo stesso della potenza imperiale persiana. Oltre ad una miriade di gioielli preziosi, Nadir ottenne i diamanti Koh-i-Noor e Darya-ye Noor. Si stima che la ricchezza totale di questi saccheggi fosse pari a 700 000 000 di rupie corrispondenti a 90 000 000 di sterline dell'epoca e a 8 200 000 000 di sterline attuali.
A questo punto, l'imperatore mughal venne costretto a firmare un gran numero di trattati che portarono in rovina il suo regno. Tutte le terre ad ovest dell'Indo vennero cedute all'Impero persiano. Nādir Shāh organizzò inoltre dei legami di sangue e per questo fece sposare alcuni suoi figli e generali con principesse locali, oltre a darsi esso stesso una moglie indiana. Ottenuto tutto ciò che aveva desiderato, Nadir iniziò i preparativi per la sua partenza.
Le truppe persiane lasciarono Delhi all'inizio di maggio del 1739, portando con sé anche migliaia di elefanti, cavalli e cammelli. Le ricchezze strappate all'India furono tali che per tre anni Nādir Shāh poté evitare di tassare il suo popolo.
L'esercito persiano marciò a nord verso l'Hindu Kush dove Nadir tenne una riunione coi governatori delle nuove aree da lui conquistate nell'India settentrionale. Tutti si presentarono allo scià con doni e promesse di lealtà ad eccezione di uno. Khodayar Khan, governatore del Sindh, mercanteggiò su Nādir Shāh sull'enorme saccheggio compiuto a Delhi e sulle considerevoli acquisizioni territoriali, ma non si aspettava che Nadir stesse preparando una spedizione proprio contro di lui.

## Conseguenze storiche dell'evento
La campagna di Nādir Shāh contro l'Impero Mughal, fece si che il sultano ottomano Mahmud I iniziasse la Guerra ottomano-persiana (1743-1746), nella quale l'imperatore mughal Muhammad Shah cooperò da vicino con gli ottomani sino alla sua morte nel 1748.
Il saccheggio di Delhi fu così ricco che Nādir Shāh poté fermare la tassazione in Persia per un periodo di tre anni dal suo ritorno in patria. La vittoria di Nādir Shāh contro l'ormai tracollante Impero Mughal ad est poteva ora farlo rivolgere ad ovest verso l'Impero ottomano ancora una volta senza nulla temere avendo universalmente mostrato la propria potenza. La campagna indiana di Nādir Shāh allertò tra i coloni europei anche la British East India Company dell'estrema debolezza dell'Impero Moghul e della possibilità di espandere i propri domini approfittando di questo vuoto di potere.
Come risultato della schiacciante sconfitta dell'Impero Mughal a Karnal, la già declinante dinastia regnante venne criticamente indebolita e condannata ormai alla fine. È possibile che senza la rovinosa invasione di Nādir Shāh in India, i coloni europei non avrebbero potuto approfittare del subcontinente indiano, cambiando così in maniera decisiva la storia dell'India.